# Punta Gallinas

Lägeskarta.

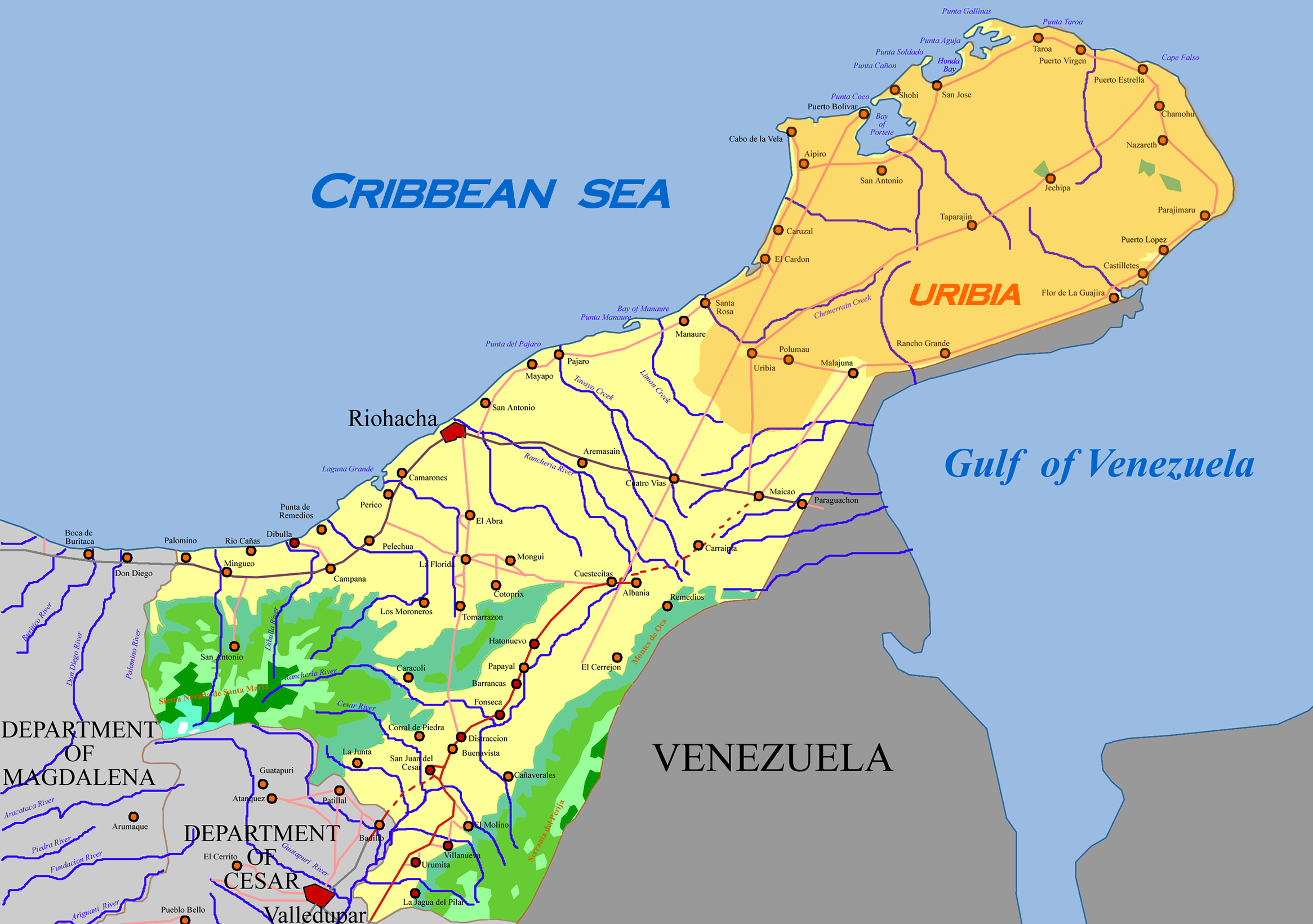
Områdeskarta.

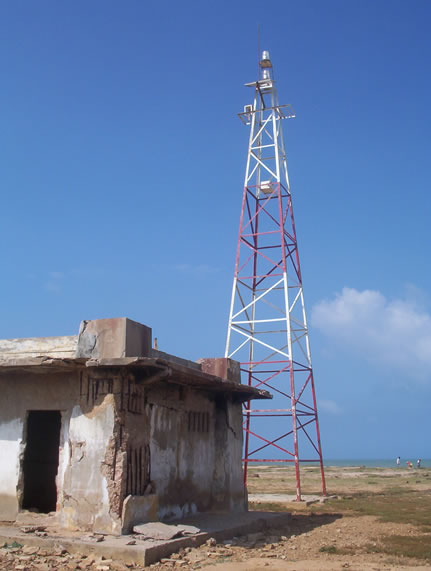
Fyren Punta Gallinas.

Punta Gallinas (spanska: Punta Gallinas, "Hönsudden") är en udde departementet La Guajira i norra Colombia. Udden är den nordligaste punkten i Colombia och på Sydamerikas fastland och är en av världens yttersta platser. Den nordligaste punkten i världsdelen Sydamerika är Santa Catalinaön i Colombias departementet San Andrés och Providencia.

## Geografi
Punta Gallinas ligger på den norra delen av Guajirahalvön (Península de la Guajira) i kommunen Uribia direkt vid Karibiska havet. Udden ligger cirka 100 km nordost om staden Uribia och cirka 150 km nordost om huvudorten Riohacha.
På udden finns den cirka 18 meter höga fyren "Faro de Punta Gallinas". Cirka 40 km sydöst om udden ligger nationalparken Parque Nacional Natural de Macuira.
Förvaltningsmässigt utgör udden en del av distriktet "Muncipio de Uribia".

## Historia
Området har varit bebodd av Wayuu folket sedan lång tid.
1989 öppnades Faro de Punta Gallinas, fyren är Sydamerikas nordligaste och är i bruk.